# Lac Berthelot
Lac Berthelot är en sjö i Kanada.   Den ligger i regionen Abitibi-Témiscamingue och provinsen Québec, i den sydöstra delen av landet, 300 km norr om huvudstaden Ottawa. Lac Berthelot ligger 382 meter över havet.
I omgivningarna runt Lac Berthelot växer i huvudsak barrskog. Trakten runt Lac Berthelot är nära nog obefolkad, med mindre än två invånare per kvadratkilometer.